# 정봉연
정봉연(1961년 2월 22일 ~ )은 대한민국의 무술감독이자 배우이다.

## 출연작

### 영화
- 1983년 《뇌권》
- 1987년 《대야망》
- 1987년 《팔도 쌍나팔》
- 1988년 《스파크맨》스턴트
- 1989년 《우리들의 친구 파워5》
- 1989년 《제3세대 우뢰매 6》무술
- 1990년 《별난 두 영웅》
- 1990년 《영구와 땡칠이 3 - 영구 람보》
- 1990년 《불타는 태양》
- 1990년 《누가 붉은 장미를 꺾었나》
- 1990년 《영웅필살》
- 1990년 《꼭지딴》
- 1991년 《흑설》... 장도끼 역
- 1991년 《코리안 보이》무술감독
- 1991년 《가진 것 없소이다》
- 1991년 《조금만 참아줘요》
- 1991년 《사랑과 눈물》
- 1992년 《복수혈전》(특별출연)
- 1992년 《골목대장 형래와 검은 망또》
- 1992년 《복수혈전》
- 1992년 《스트리트 파이터 가두쟁팽전》... 빈슨 역
- 1992년 《하얀 전쟁》... 정 병장 역
- 1993년 《대명》... 준환 역
- 1993년 《작은 거인》... 요다 역
- 1994년 《장미빛 인생》... 어깨들 역
- 1994년 《암흑가의 황제》... 출연, 무술지도
- 1995년 《리허설》
- 1995년 《테러리스트》 - 무술연기
- 1995년 《황제 오작두 3》
- 1996년 《월하의 공동묘지》
- 1996년 《투맨》... 망치 1 역
- 1996년 《알바트로스》
- 1996년 《언더그라운드》... 비석 역, 무술지도
- 1996년 《킬링 게임》... 비석 역, 무술지도
- 1996년 《카리스마》... 정두성 역
- 1997년 《넘버 3》무술
- 1997년 《스카이 닥터》무술지도
- 1997년 《일팔일팔》... 신도들 역
- 1998년 《고수》... 아우끼 역
- 1999년 《쉬리》무술연기
- 2000년 《고추불패》
- 2001년 《광시곡》... 용병 3 역, 무술팀
- 2001년 《조폭 마누라》... 스턴트 역
- 2001년 《건달의 법칙》
- 2001년 《아이 러브 유》스턴트
- 2001년 《두사부일체》... 스턴트 역
- 2002년 《피도 눈물도 없이》... 형사 2 역
- 2002년 《공공의 적》... 깍두기 역, 무술팀
- 2002년 《성냥팔이 소녀의 재림》... 노인의 보디가드 역, 스턴트
- 2002년 《4발가락》... 무술 연기자 역
- 2002년 《굳세어라 금순아》무술팀
- 2002년 《휘파람 공주》스턴트
- 2003년 《갈갈이 패밀리 드라큐라》무술감독
- 2003년 《최후의 만찬》무술팀
- 2005년 《혈의 누》스턴트
- 2006년 《한반도》무술팀
- 2007년 《우아한 세계》무술팀
- 2009년 《전우치》무술팀
- 2011년 《패는 여자》무술팀
- 2012년 《연가시》무술팀
- 2012년 《전설의 주먹》... 백승관 역
- 2012년 《연가시》무술팀
- 2014년 《국제시장》무술팀
- 2014년 《역린》무술팀
- 2014년 《황제를 위하여》무술팀
- 2016년 《고산자, 대동여지도》... 천주교집회장 관원 1 역, 무술팀
- 2017년 《불한당: 나쁜 놈들의 세상》무술팀
- 2017년 《택시운전사》무술팀
- 2017년 《1987》무술팀
- 2017년 《대립군》무술팀
- 2017년 《특별시민》액션팀
- 2017년 《군함도》무술팀
- 2017년 《조선명탐정: 흡혈괴마의 비밀》무술팀
- 2017년 《신과함께: 인과 연》무술팀

### 텔레비전 드라마
- 2004년 KBS1 대하드라마 《불멸의 이순신》... 오가와 역
- 2022년 KBS1 대하드라마 《태종 이방원》... 마천목 역
- 1996년 KBS2 드라마 《머나먼 나라》... 이천백 부하 역